# Feaella mirabilis
Feaella mirabilis är en spindeldjursart som beskrevs av Edvard Ellingsen 1906. Feaella mirabilis ingår i släktet Feaella och familjen Feaellidae. Inga underarter finns listade i Catalogue of Life.